# Уилям Тиндъл
Уилям Тиндъл (на английски: William Tyndale също Tindall или Tyndall, около 1494-1536) e английски теолог, преводач и пред-реформатор от 16 век, водеща личност на английското протестантство. Той първи е направил превод на Библията на разбираем за простолюдието английски език. Докато частични или пълни преводи са били правени и преди това, Тиндъл прави своя превод директно от текстовете на еврейски и гръцки и първи се възползва от новия за времето си процес на печатане, което спомага за разпространението на превода.
До 1525 г. той завършва превода си на Новия завет, който въпреки всички забрани веднага се оказва много търсен в Англия. След това започва работа по Стария завет.
Властите отхвърлят превода на Тиндъл, а лондонският епископ изкупува голям брой копия и нарежда да бъдат церемониално изгорени.
През 1536 г. Тиндъл е заловен в Антверпен в Белгия и е изгорен като еретик близо до Брюксел на 6 октомври. По това време вече са отпечатани 50 000 екземпляра от Новия завет, което вдъхновява множество последващи преводачи на Библията